# 조완구
조완구(趙琬九, 1881년 3월 20일 ~ 1954년 10월 27일)는 한국의 독립운동가, 정치인이다. 임시정부와 임시의정원에서 활동하였으며 광복후 한국독립당의 국내 초대 재정부장을 거쳐 1949년 한국독립당의 총재를 역임하고 1950년 6.25전쟁중 납북되었다. 자는 중염(仲琰), 호는 우천(藕泉), 본관은 풍양(豐壤). 홍명희의 고모부이다.

## 약력

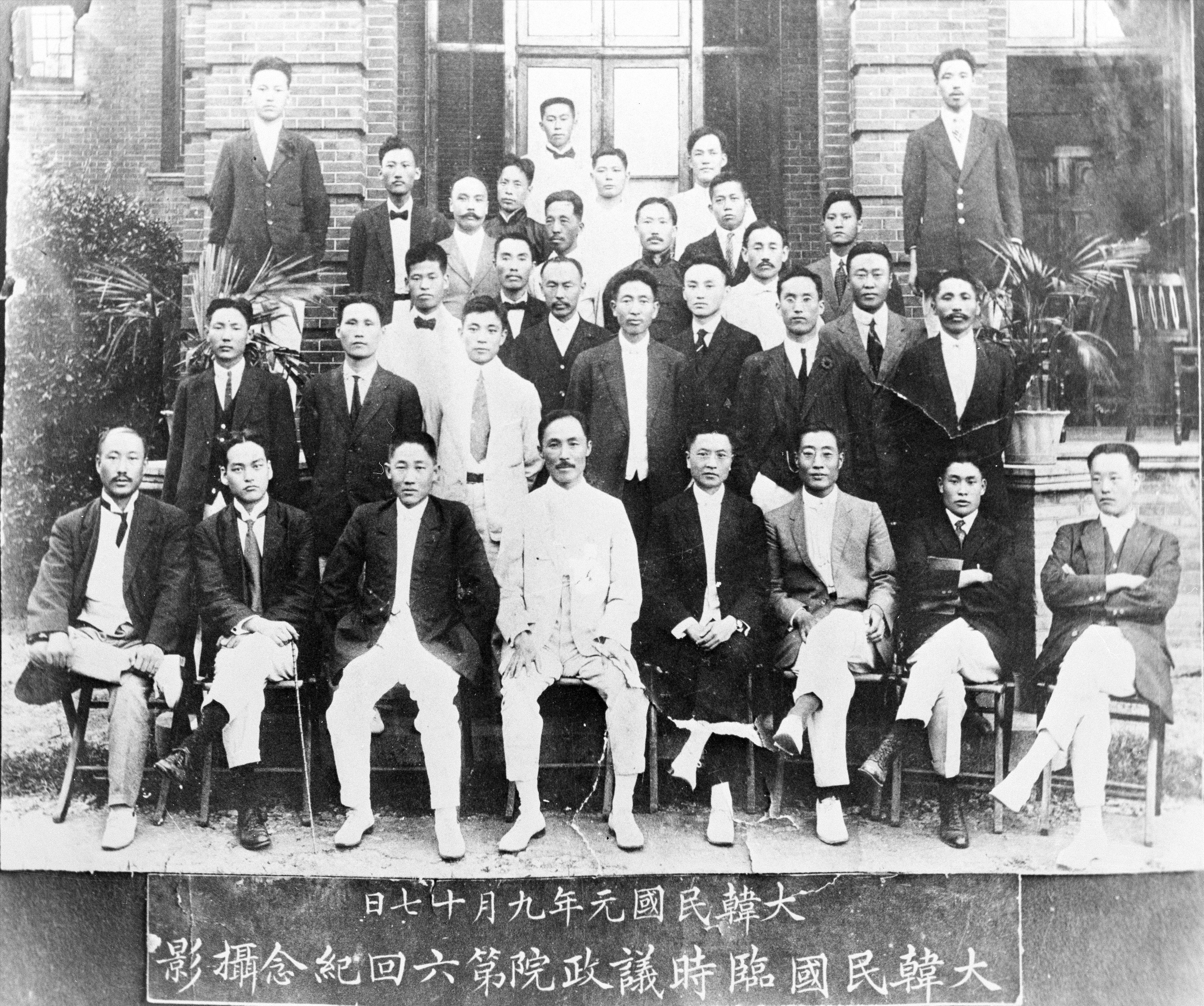
1919년 4월 임시의정원에서. 맨뒷줄 오른쪽

- 1881년 한성부 북부 양덕방(陽德坊) 계생동계(桂生洞契) 출생(지금의 종로구 계동)
- 1905년 을사조약 체결 후, 내무주사 직 사직
- 대한협회(大韓協會)를 조직하여 활동
- 1910년 경술국치 이후 간도(間島) 용정(龍井)을 거쳐 블라디보스토크 망명, 동지사(同志社)를 결성하고 활동하였다.
- 1919년 대한민국 임시정부에 참여, 의정원 의원으로 활동
- 1921년 대한민국 임시정부 내무부 차장
- 1924년 소련 블라디보스토크에 방문
- 1924년 대한민국 임시정부 내무부 노동국 총판(勞動局總辦)

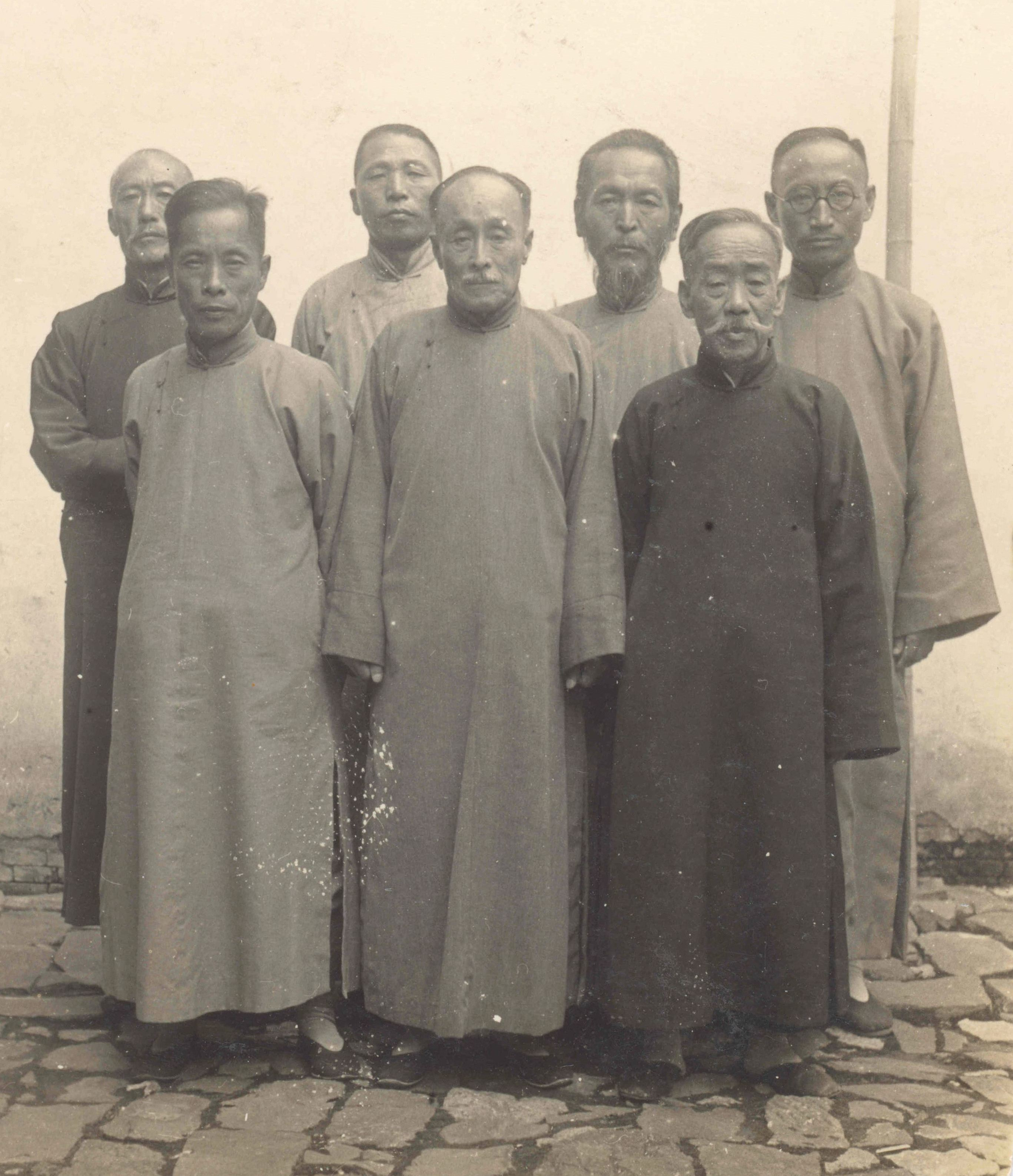
임정 요인들(뒷쪽 왼쪽부터 오른쪽으로)
송병조, 김구, 조성환, 차리석
조완구, 이동녕, 이시영

- 1925년 소련은 카라한(Lev. M. Karakhan) 외상을 일본 외무상 요시자와 겐키치(芳澤謙吉)에게 보내 일본과 밀약을 맺고 한국의 민족주의자들을 축출, 체포할 것을 협약하여 소련공산당의 지시대로 움직이지 않는 한국의 민족주의자들을 축출했는데, 원세훈, 김규식 등이 포함돼 있었다.[2] 조완구도 이때 소련정부로부터 다른 한인독립운동가들과 함께 강제로 축출되었다.[2]
- 1935년 광복전선 결성 당시 중국 남경(南京) 등지에서 전단과 표어 등을 살포하며 항일운동을 전개하였다.
- 1935년 대한민국 임시정부 국무위원에 선출되고[3] 내무부장에 선출되었다.[4]
- 1936년 김구, 이시영과 한국국민당 결성에 참여하였다.

맨 앞줄 좌로부터 (박찬익, 조완구, 김구, 이시영, 차이석
두 번째 줄 맨 왼쪽 최동오, 오른쪽 김붕준
맨 뒷줄 왼쪽부터 조성환, 조소앙, 이청천, 이범석, 이름 미상

- 1940년 대한민국 임시정부 국무위원 겸 내무부장에 선출되었다.
- 1940년 김구 등과 한국 광복군 창설에 참여하였다. 광복군 창설시 한국독립당의 대표로 참석하여 '군인의 사명의 중요성과 군사작전상 성공할 수 있는 신념을 강조'하는 축사를 발표하였다.

- 1940년 대한민국 임시정부 국무위원 겸 내무부장
- 1940년 한국 광복군 통수부 내무부장
- 1944년 임시정부 국무위원 겸 재무부장

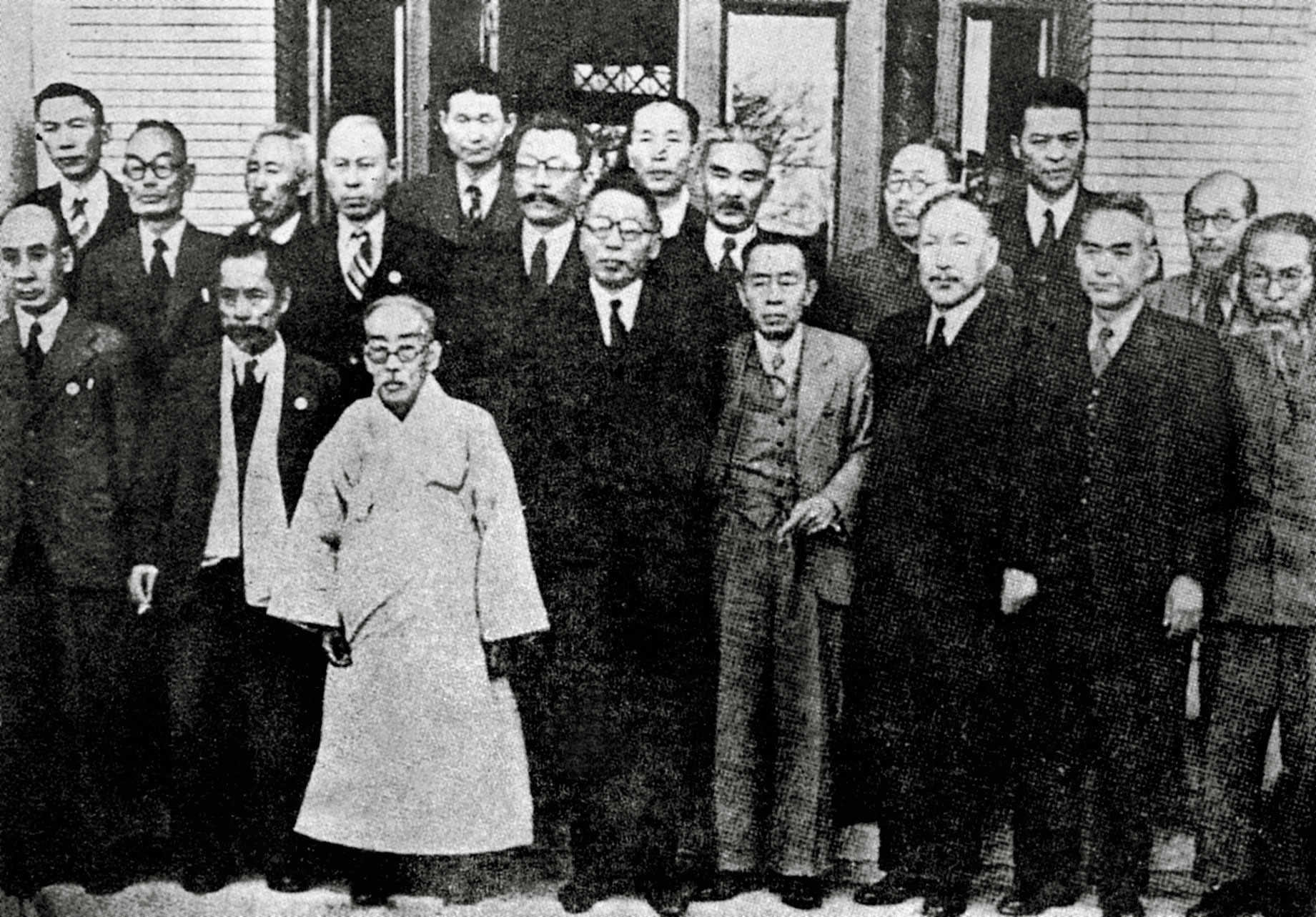
1945년 12월 3일. 임시정부요인 귀국기념 사진.

- 1945년 귀국 한국독립당 비서부장으로 귀국
- 1945년 오후 1시 경성방직으로부터 정치헌금 7백만 원을 받았다. 경성방직은 건국대업에 써달라며 임시정부에 7백만 원을 헌금했던 것이다.[5]
- 1946년 신탁통치 반대 운동에 참여
- 1946년 비상국민회의(독립촉성중앙협의회와 비상정치회의 주비회 통합체)에서 최고정무위원직(총 28명)에 선출되었다.
- 비상국민회의 재무위원회 위원장
- 1946년 남조선대한국민대표민주의원(민주의원) 의원에 선출되었다.
- 좌우합작위원회 위원, 남조선과도입법위원회 의원
- 1947년 경교장에서 열린 반탁독립투쟁회 결성에 참여하고 반탁투쟁회 지도위원의 한사람으로 선출되었다.
- 1948년 남북협상 참여
- 김구의 사망 후 조완구가 한독당의 당위원장으로 추대되었지만, 한독당은 김구와 같이 사멸의 길로 들어서고 말았다.[6]
- 조완구의 생활은 문자 그대로 조반석죽이었다. 이렇다 할 정치적 활동도 없이 한미호텔 59호실에 틀어박혀 병고와 싸우며 참담한, 그리고 외로운 말년을 보냈다.[6]
- 1950년 한국전쟁 때 납북.
- 1954년 사망
- 1989년 건국훈장 대통령장이 추서됨

## 가계
- 고조부 : 조득영(趙得永)

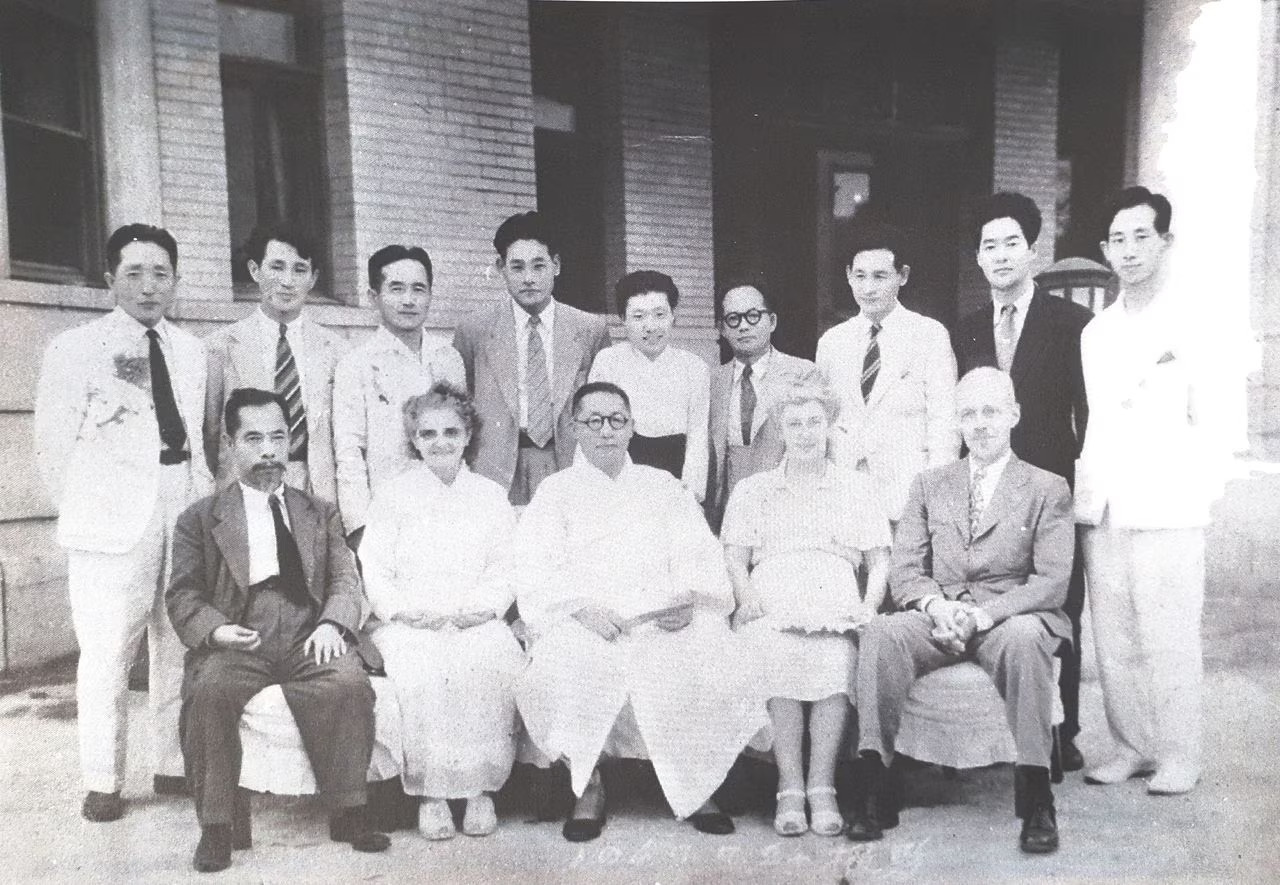
한국 방문 중 경교장을 찾아온 피치 박사 부부와 함께 (1946년)
앞줄 가운데는 김구, 앞줄 왼쪽이 피치 박사 부부, 앞줄 오른쪽은 조완구, 오른쪽에서 두 번째는 프란체스카 도너, 뒷줄 왼쪽 첫 번째는 엄항섭, 세 번째는 이기붕, 네 번째는 안우생, 가운데는 안미생, 오른쪽 첫 번째는 선우진, 네 번째는 서영해

- 고조모 : 연안 이씨 이문원(李文源)의 딸 증 정경부인 이씨
  - 증조부 : 조병현(趙秉鉉)
  - 증조모 : 대구 서씨 서정보(徐鼎輔)의 딸 정경부인 서씨
    - 조부 : 조봉하(趙鳳夏)
    - 조모 : 완산 이씨 이회연(李晦淵)의 딸 정부인 이씨
      - 부 : 조동필(趙東弼)
      - 모 : 안동 김씨 김인근(金寅根)의 딸 정부인 김씨
        - 형 : 조영구(趙寧九)
        - 제 : 조종구(趙宗九)

- 처 : 풍산 홍씨 홍승목(洪承穆)의 딸 홍정식(洪貞植, 1882년 - 1945년 2월)[7]
  - 아들 : 조남규(趙南圭, 1898년생, 요절)
  - 장녀 : 남편은 풍천 임씨 임천상(任天相)
  - 차녀 : 조규은(趙圭恩, 1911년 ~ 2004년 9월), 남편은 경주 김씨 김봉식(金鳳植)

## 같이 보기
- 김구
- 김규식
- 한국독립당
- 대한민국 임시정부
- 엄항섭
- 조성환
- 홍명희
- 독립유공자로 대통령장을 수여받은 사람